# Hrob
Hrob (en allemand : Klostergrab) est une ville du district de Teplice, dans la région d'Ústí nad Labem, en Tchéquie. Sa population s'élevait à 2 017 habitants en 2021.

## Géographie
Hrob se trouve à 8 km à l'ouest de Teplice, à 24 km à l'ouest d'Ústí nad Labem et à 83 km au nord-ouest de Prague.
La commune est limitée par Moldava et Mikulov au nord, par Košťany à l'est, par Jeníkov au sud, par Háj u Duchcova à l'ouest et par Osek au nord-ouest.

## Histoire
La première mention écrite de la localité date de 1282.

## Transports
Par la route, Hrob  se trouve à 10 km de Teplice, à 28 km d'Ústí nad Labem et à 102 km de Prague.